# Godefroy le Batave
Godefroy le Batave (appelé aussi Godefroy pictoris batavi) est un enlumineur d'origine néerlandaise actif à Paris entre 1515 et 1526.

## Biographie

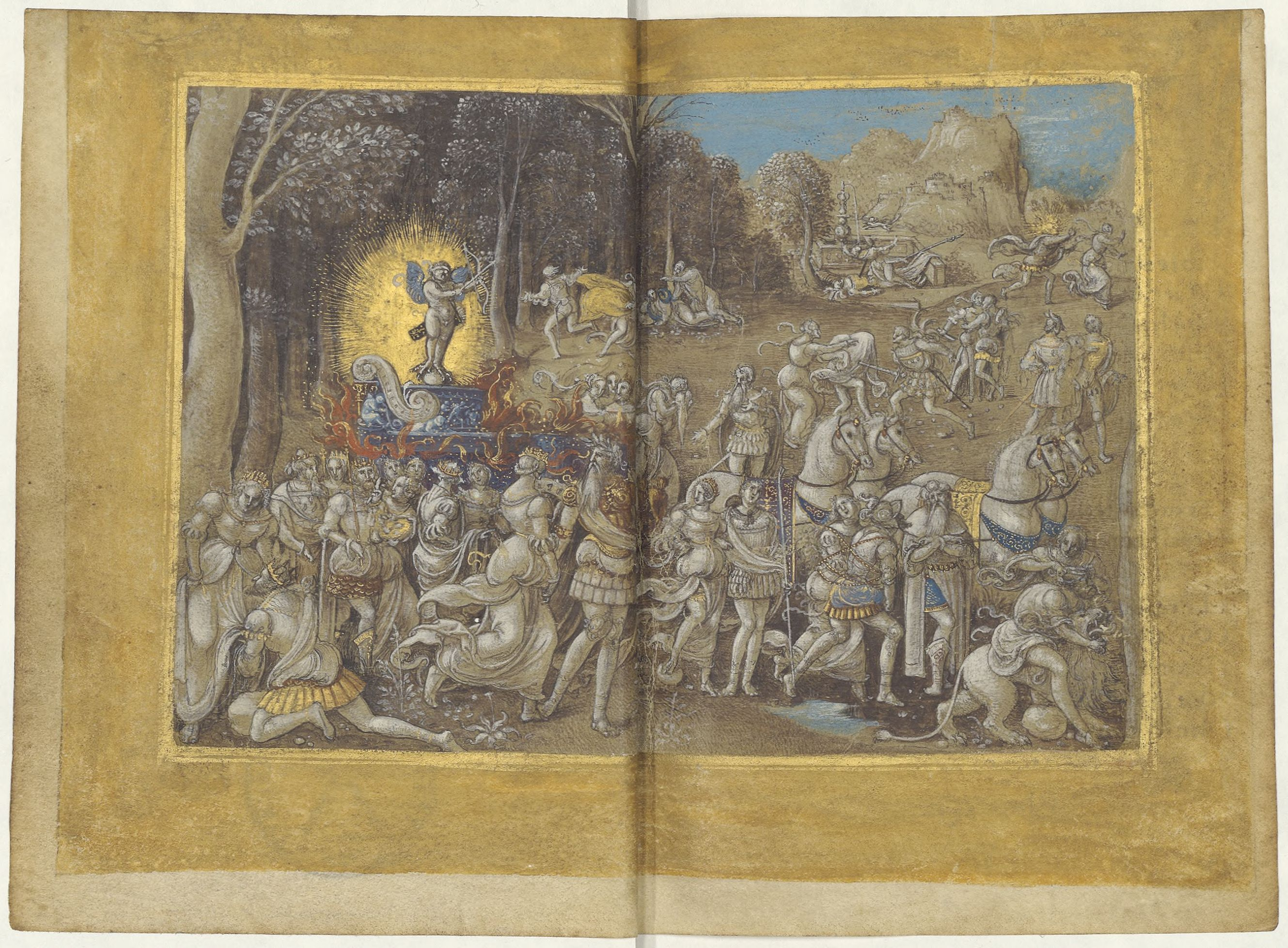
Le Triomphe de l'Amour, Triomphes de Pétrarque, vers 1524.

Cet enlumineur n'est connu que par son activité à la cour du roi François Ier de France. Il semble avoir travaillé étroitement avec le précepteur du roi, François Demoulins de Rochefort, pour qui il a décoré plusieurs manuscrits destinés au monarque ou à sa mère, Louise de Savoie. Il a signé de son prénom deux de ces manuscrits, un Commentaires de la guerre gallique, ainsi qu'un exemplaire des Triomphes de Pétrarque. 
Le style de ses œuvres attribuées laisse supposer une origine de la ville d'Anvers, sans pour autant avoir laissé de trace formelle dans les archives de la ville. Il trace les initiales G et R dans les Commentaires (f.4v.) ce qui pourrait permettre de l'identifier plus précisément : en 1522, Louise de Savoie verse une pension de 100 livres (somme très importante pour l'époque) à un certain Gaudefroy de la Rye, sans que sa profession ne soit indiquée dans le document comptable. Or, un certain van der Ryt entre en apprentissage dans l'atelier de Jan van Raymakere à Anvers en 1470. 

## Style
Le style de Godefroy le Batave se caractérise par une iconographie originale, inspirée du maniérisme anversois et des estampes d'Albrecht Dürer. Il utilise principalement la grisaille avec parfois des couleurs pour la décoration. Ses dessins représentent souvent des personnages gracieux habillés de costumes antiques ou contemporains, des architectures imaginaires et des paysages qui rappellent ceux de Joachim Patinir.

## Œuvres attribuées
Les techniques qu'il utilise sont principalement des dessins à la plume et les semi-grisailles ce qui laisse penser qu'il n'était pas enlumineur de formation. Myra Orth lui attribue par ailleurs le dessin d'une estampe parue dans le Champ fleury de Geoffroy Tory en 1529 et représentant le Hercule gaulois. 

### Manuscrits enluminés

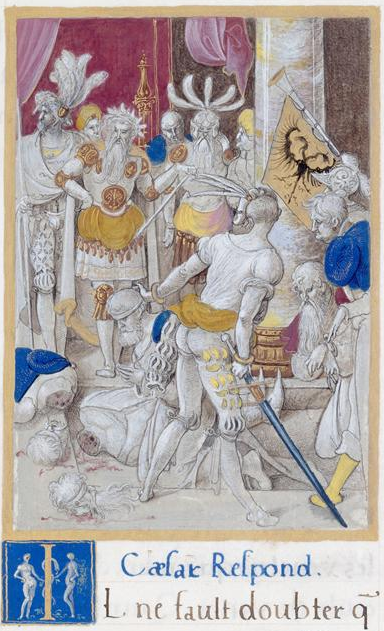
La Vengeance de César contre le Sénat de Vannes, Commentaires de la guerre gallique, musée Condé, f.34.

Deux manuscrits sont signés de sa main :
- Commentaires de la guerre gallique, traduction et adaptation de Jules César par François Demoulins de Rochefort, 1519-1520, 3 tomes, British Library (Harley 6205)[5], BNF (Fr.13429) et bibliothèque du musée Condé de Chantilly (Ms.388)
- Triomphes de Pétrarque, vers 1524, Bibliothèque de l'Arsenal, Ms.6480[6]

Trois autres manuscrits sont attribués par comparaison stylistique :
- Commentaire sur le psaume Dominus illuminatio mea, François Demoulins de Rochefort, vers 1516, 20 médaillons à la plume et au lavis, Bibliothèque nationale de France, Fr.2088[7]
- Recueil de maximes sur la pénitence , en français et en latin, par françois Demoulin, vers 1515-1520, dessins à la plume, BNF, Fr.1890[8]
- La vie de la belle et clere Magdalene, de François Demoulins de Rochefort pour Louise de Savoie, 68 médaillons en grisailles, vers 1517, BNF, Fr.24955[9]

Selon Michel Leproux, il pourrait être aussi le concepteur du programme iconographique d'un manuscrit du Roman de Lérian et Lauréolle ou Carcer d'Amor destiné à Marguerite de Navarre (BNF, Fr.2150) dont la réalisation des miniatures aurait été confiée à des collaborateurs occasionnels tels que Noël Bellemare et Étienne Colaud et son associé. on retrouve une autre collaboration entre Godefroy et Bellemare dans une série de dessins aujourd'hui conservés au Ashmolean Museum d'Oxford (J.W.616 et J.W.620 par exemple).

### Peintre de tableaux?
Stéphanie Deprouw a propose de voir la main de Godefroy le Batave dans un panneau aujourd'hui conservé à la Gemäldegalerie de Berlin et représentant l'Ascension et Sainte Marthe et saint Lazare au revers. Ce panneau proviendrait du retable de la chapelle des Trépassés de Rouen, qui date de 1513. Les figures sont très proches de celles présentes dans La vie de la belle et clere Magdalene selon elle. Le verso serait d'un de ses suiveurs. Elle voit aussi sa main dans  L'Empereur Constantin et sa mère Sainte Hélène, actuellement conservé à l'Alte Pinakothek de Munich, dont le thème pourrait être une allusion à la candidature de François Ier à l'élection impériale et les traits de la sainte une reproduction de ceux de Louise de Savoie. Godefroy pourrait avoir été formé par Cornelis Engebrechtsz, a qui ce dernier tableau est traditionnellement attribué.

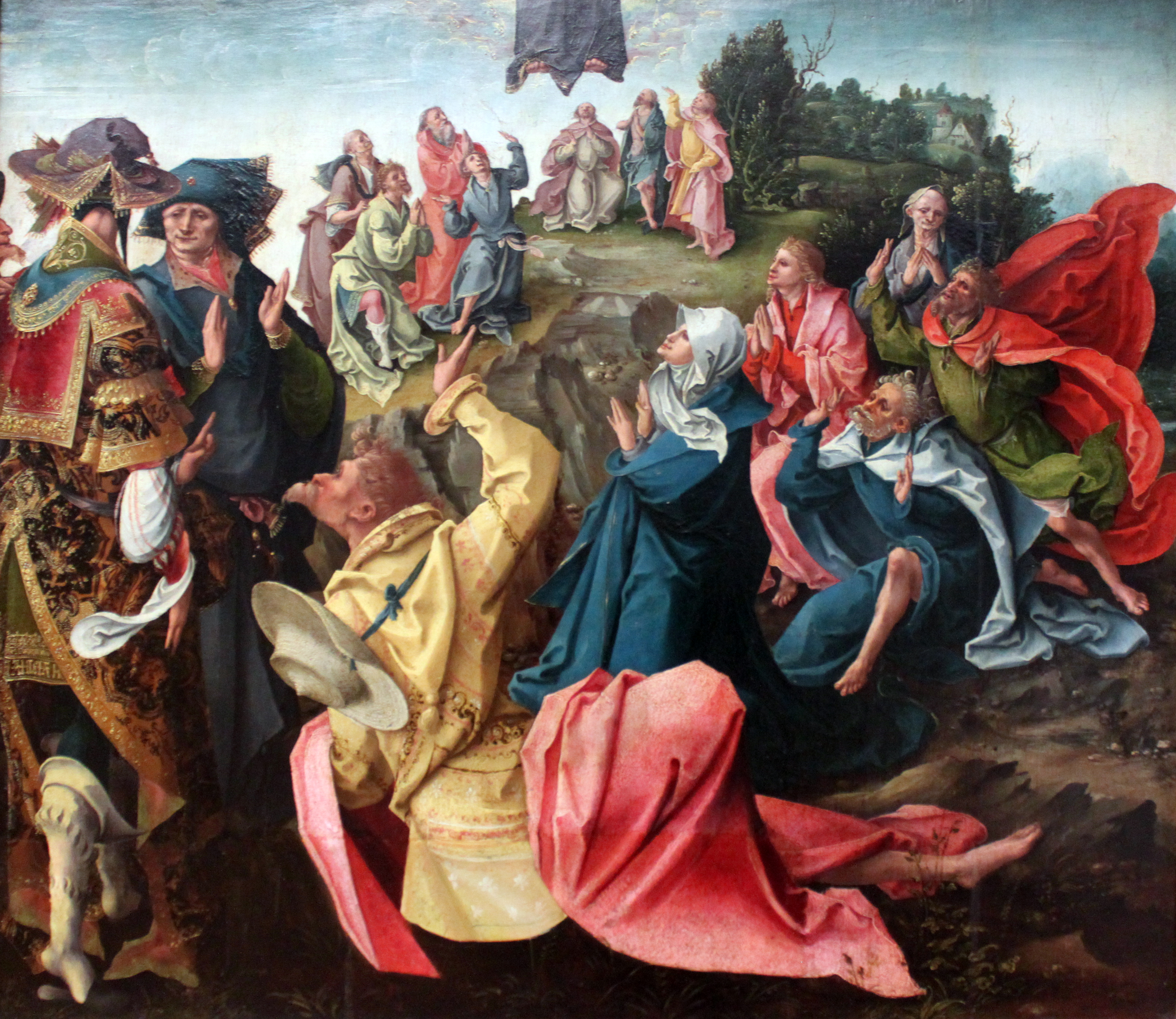
Ascension, Gemäldegalerie.
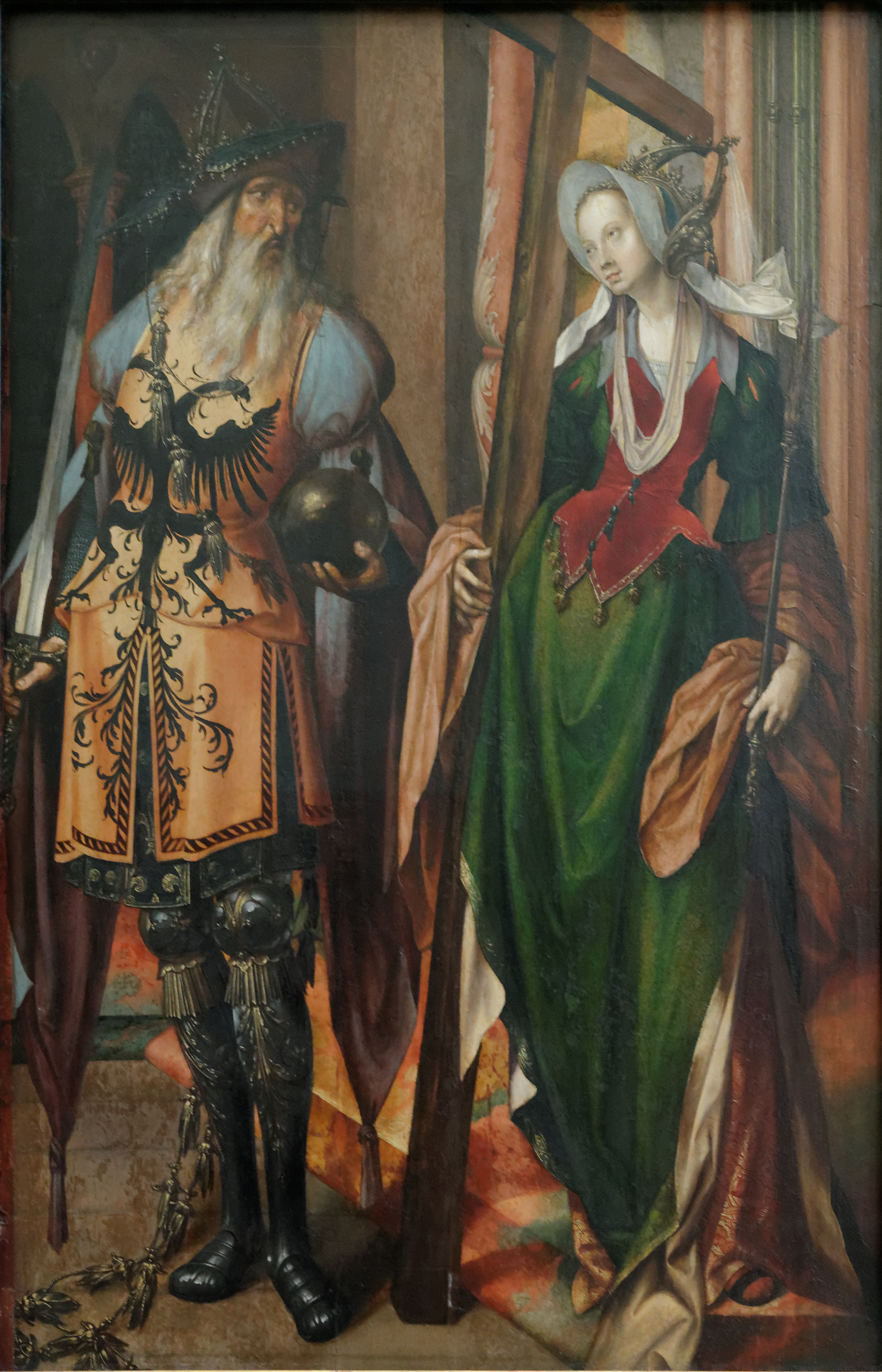
L'Empereur Constantin et sa mère Sainte Hélène, Alte Pinakothek.